# Cedillo del Condado
Cedillo del Condado è un comune spagnolo di 3 604 abitanti situato nella comunità autonoma di Castiglia-La Mancia.